# Szent János-templom (Riga)
A Szent János-templom (lettül: Rīgas Svētā Jāņa baznīca) evangélikus templom Lettország fővárosában, Rigában. A Lettországi Evangélikus Egyházhoz tartozik. Az épület az Óváros részeként a Világörökség része.

## Története és jellemzői

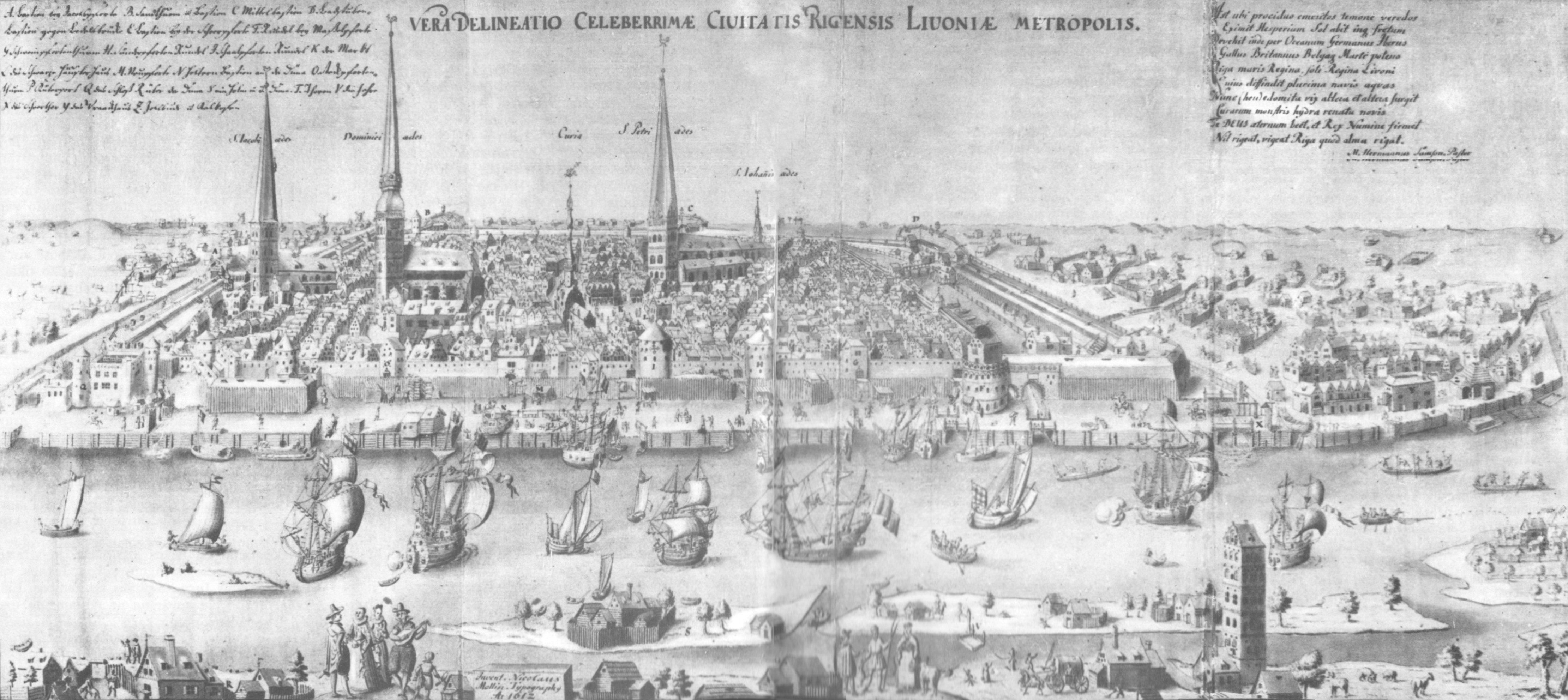
Nicolaus Mollinus nyomdájából került ki a „Rigai panoráma“ kép 1612-ben. A jobb oldali, alacsony szélső templom a kép közepén a korabeli Szent János-templom.

Az első templomépítés pontos éve nem ismert, de a legtöbben a Szent János-templomot tekintik Riga legrégebbi templomának. 1234. szeptember 8-án Nicholas von Nauen rigai püspök, eleget téve Modenai Vilmos pápai legátus kérésének, a domonkos szerzetesek rendelkezésére bocsátotta a rīdziņai kővárat a hozzá tartozó telkekkel, létrehozva ezzel a rend misszióját Rigában, az alapító Albert püspök várában. A dominikánusok 1234-ben a vár kápolnáját Szent János-templom néven szentelték fel, Keresztelő János és János apostol tiszteletére. Az első Szent János-templom vélhetően 1234 és 1297 között épült fel, mivel a templom első okleveles említése 1297-ből származik: a feljegyzések szerint abban az évben ebből a templomból tüzeltek a rend tagjai a várra. A domonkosok 1330. augusztus 3-án szerezték meg a teljes püspöki udvart, amikor Riga városa a kolostortemető és a Szent György-kastély közötti területet hat márkáért eladta a kolostornak, és a teljes terület immár örökös birtokként kiterjedt a Szent György-udvarra. A terület megvásárlása után a domonkosok megkezdték a Szent János-templom bővítését és a kolostorépületek építését, amely szakaszosan folytatódott a 14. század végéig. A 15. század végén az eredeti templom a Német Lovagrend és Riga városa közötti harcok során elpusztult.
1491. március 30-án a rigai városi tanács elrendelte a Szent János-templom újjáépítését, mivel az épületet az 1457-es tűzvész és a háború súlyosan megrongálta. A 15-16. század fordulóján csak a kórus felső részét építették át, a külső falakat 19 méter magasra emelve, míg az alsó rész a főkapuval a 14. századból származik. A falakon belül a határvonal a boltozatok talapzatáig, a külső cizellált kőfalban pedig 2,7 méter magasságig terjed, fölötte ablakkal áttört párkánnyal. A párkány feletti fal fiatalabb szerkezetű, az utcától néhány centiméterrel hátrébb húzódik. A helyreállítási munkálatok eredményeképpen a Szent János-templom egyetlen, a 16. század elején késő gótikus stílusban épült plébániája is ekkor nyerte el azt a megjelenést, amelyet a mai napig megtartott: sima téglahomlokzatot, megfelelően széles és magas zsalugáterekkel és a 14. század második felében épült középkori kapukhoz hasonló bejárati portállal. Fölötte egy monumentális, a katedrálisokra jellemző rozettaszerű ablak található, amely egykor nyitott volt, és sok fényt engedett be. Az épület számos eleme a danzigi építészet hatását mutatja, mint például a templom északnyugati végén lévő, lépcsőzetes kórus, amelyet gazdagon formázott oszlopok tagolnak, és Livónia legdíszesebb hálóboltozatai. A kórus, a véghomlokzat és a kerengőkapu azonos profilozott téglái arra utalnak, hogy a kerengőkaput is átépítették a 15. század végén. A templomot 1500 körül építették újjá a mai formájában. A templom 1520-ban kapta meg hálóboltozatát. Az északnyugati oldalon feltűnő a késő gótikus lépcsőzetes nyeregtető. A nyeregtetőt formázó téglapillérek tíz, különböző magasságú vak fülkére osztják, amelyeket felül csúcsíves boltívek zárnak le. Figyelemre méltóak a templom külső falán található nyitott szájú kőmaszkok. Szerzetesek prédikáltak rajtuk keresztül, segítségükkel a hangjuk hangszóróként visszhangzott Rigában.
A templomot 1523-ban a reformáció idején a rigai városi tanács elvette a domonkosoktól, majd kezdetben világi célokra bérbe adták, végül pedig fegyverraktárként használták. A templomot 1582-ben átadták a lett lutheránus egyházközségnek. 1587 és 1589 között a keleti oldalon egy háromhajós, reneszánsz stílusú kórust építettek hozzá, hogy megteremtsék a szükséges teret. Ezt kilenc egyszerű, négy toszkán oszlopon nyugvó keresztboltozat íveli át. A templom története során többször megsérült, például 1677-ben egy tűzvészben. 1679-80-ban újjáépítették, amikor is a kórus beomlott téglaboltozatát fából építették újjá és vakolták be. 1690. március 22-én Liborius Depkin balti-német teológus, költő és nyelvész lett a Szent János-templom lelkésze.
Az 1812-es oroszországi hadjárat idején a Szent János-templomot az orosz cári hadsereg raktárként használta. A templomot 1816-1817-ben J. D. Gottfried építőmester építtette újjá. 1849-ben a viharban megsérült tornyot lebontották, és új, neogótikus formákban építették újjá, piramissal és rózsával a tetején, később órát építettek bele, és a templom északnyugati nyeregtetője fölé a régi gömböt és kakast helyezték el J. D. Felsko (1813-1902), Riga város főépítészének tervei alapján. (Más források szerint 1853-ban végezték ezeket a munkálatokat).  A boltozatokat mészhabarccsal újrafugázták, és  bevezették a központi fűtést. A Krustā sistais (Keresztrefeszített) című oltárkép is ekkor került a templomba, melyet Janis Rozentāls neves lett festőművész adományozott 1912-ben.
Az első világháború kitörésekor, 1915 nyarán minden értéket Oroszországba evakuáltak, beleértve a négy templomi harangot is. 1922-ben ezek helyett új harangokat rendeltek, amely hasonlóak volt az előzőekhez. Ezek J. K. Schwenn öntödéjében készültek, össztömegük 724 kg ,és 1924. szeptember 28-án szentelték fel. A templomot 1927-ben restaurálták.
1944. október 13-14-én éjszaka az épület tetejét három közvetlen tüzérségi találat mintegy 750 m2 területen súlyosan megrongálta, a plébániaház fele és az szentély tetőzetének nagy része is megsemmisült, és az szentély szinte valamennyi ablaka kitörött. A Lett SZSZK idején 1957 és 1959 között E. Slavieš építész vezetésével a városfalak ma is látható részét megvizsgálták és helyreállították. 1962 és 1964 között T. Vītola építész és R. Malves régész, 1968 és 1970 között pedig R. Zandberga építész folytatta a kutatást és a feltárást, különös figyelmet fordítva az egykori rigai püspöki palota helyének felkutatására.
A jó akusztikájáról ismert templom egyhajós belső terét csillagboltozat fedi. Négy darab 12 méter széles és néhol 19 méter magas, késő gótikus hálóboltozat díszíti a főhajó mennyezetét. A kórus keleti végén, a középső hajóban háromoldalú zárt oltárfülke található.
A Szent János-templom mindenkori templomigazgatója a Johannishof (Jāņa sēta) 6. szám alatt lakott. Az épület 1998. október 29. óta 6567-es számon szerepel a lett műemlék-nyilvántartásban.

## Galéria

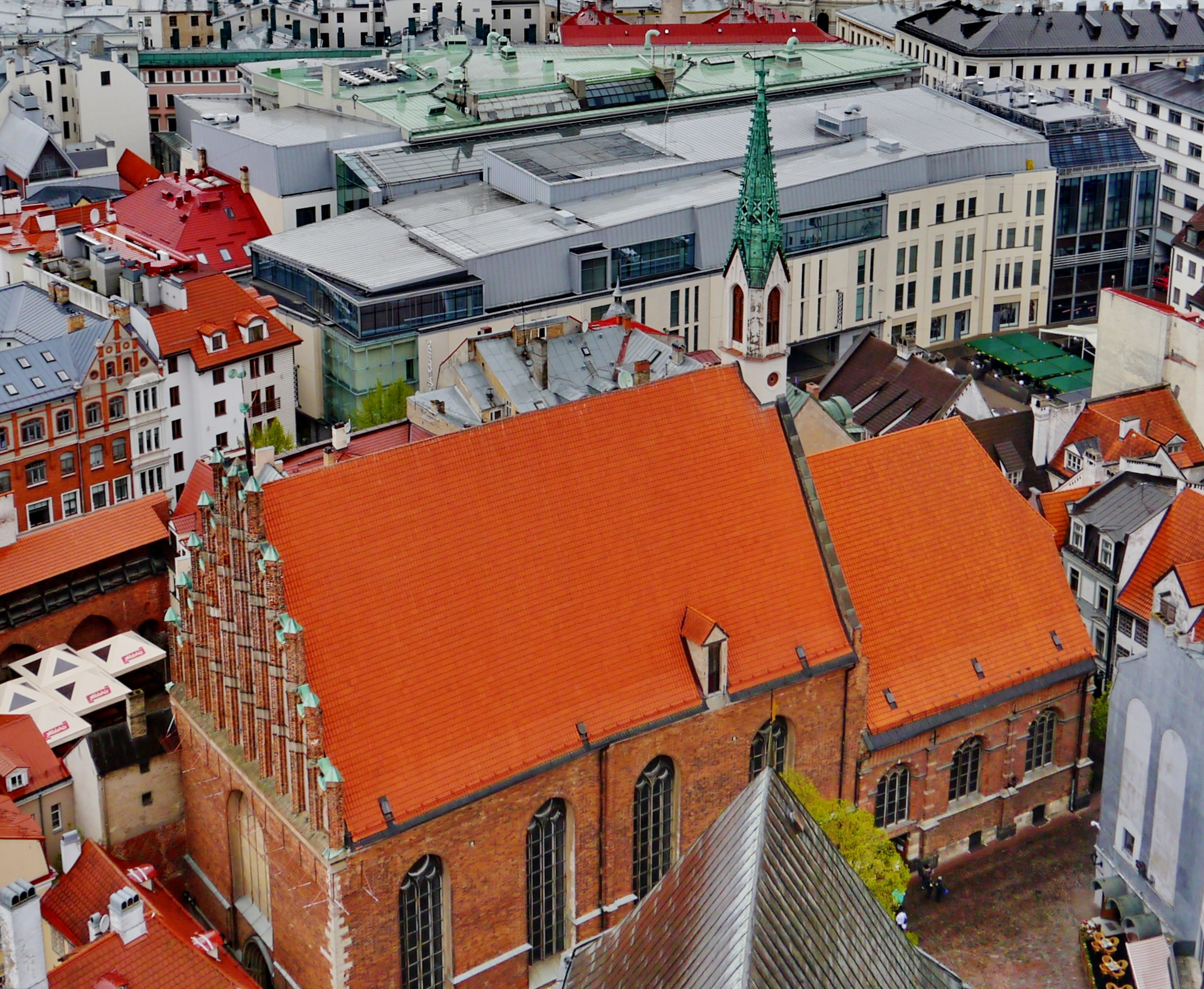
Az épület légi fotón
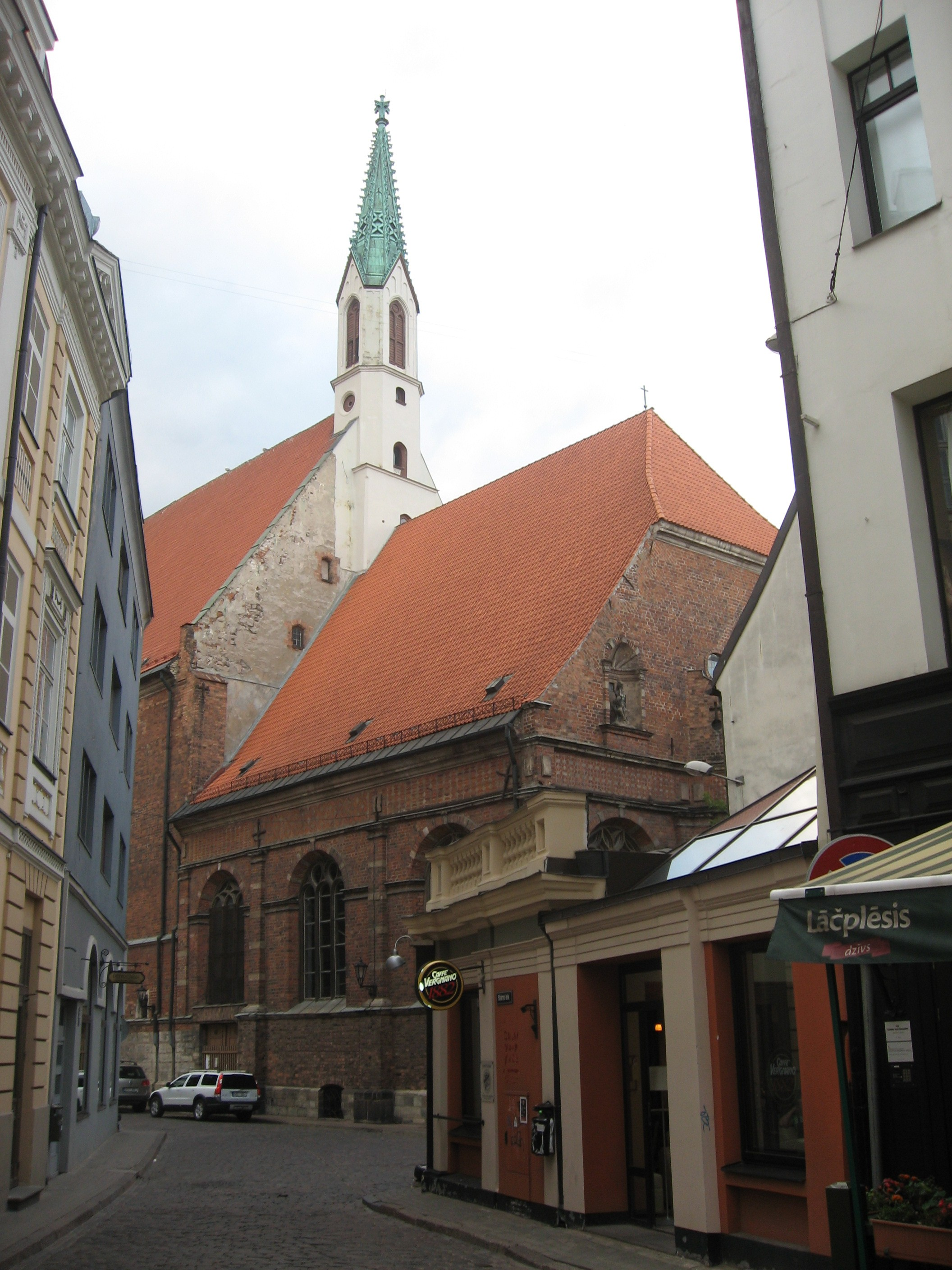
A kórus és a huszártorony
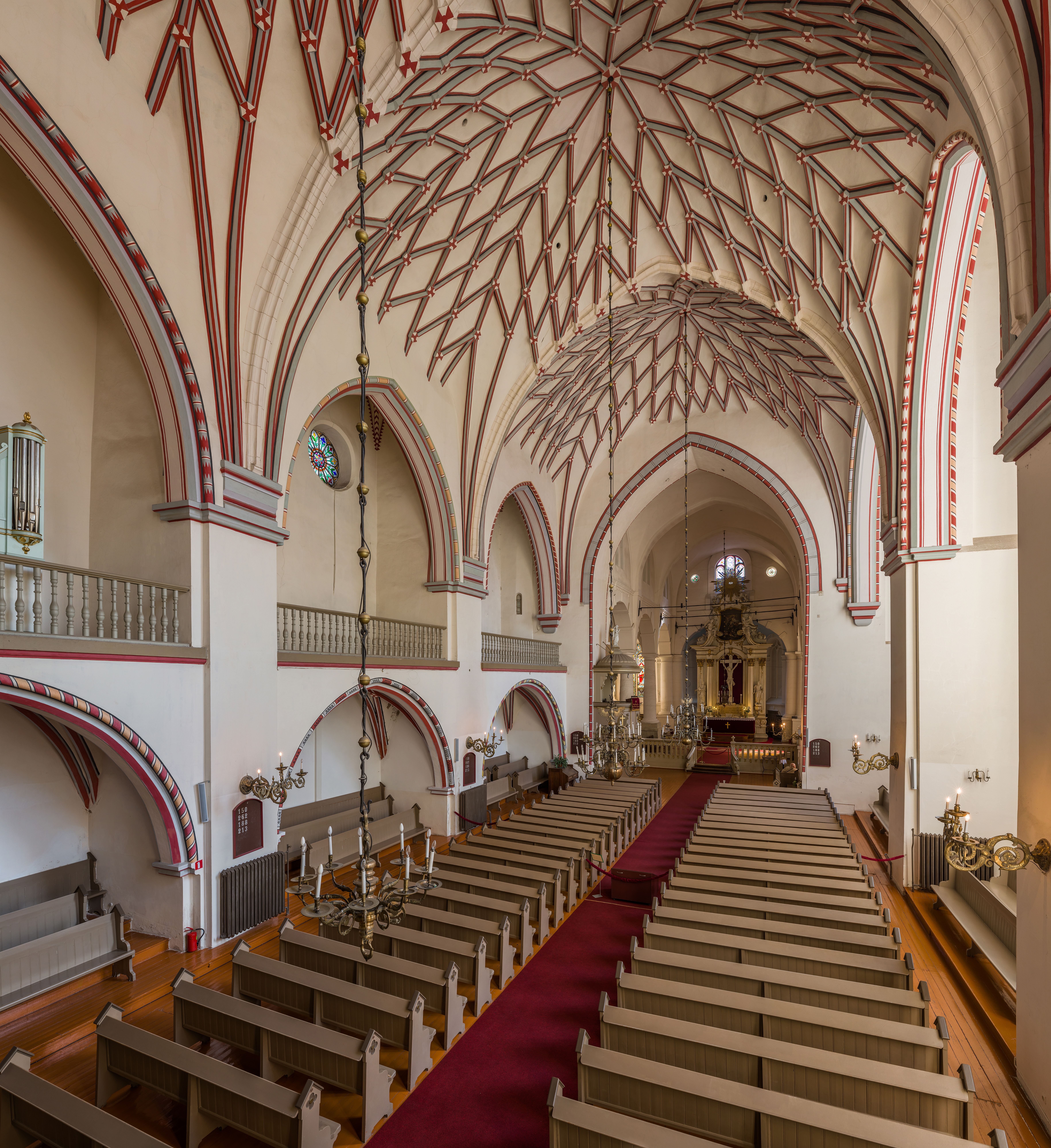
A főhajó
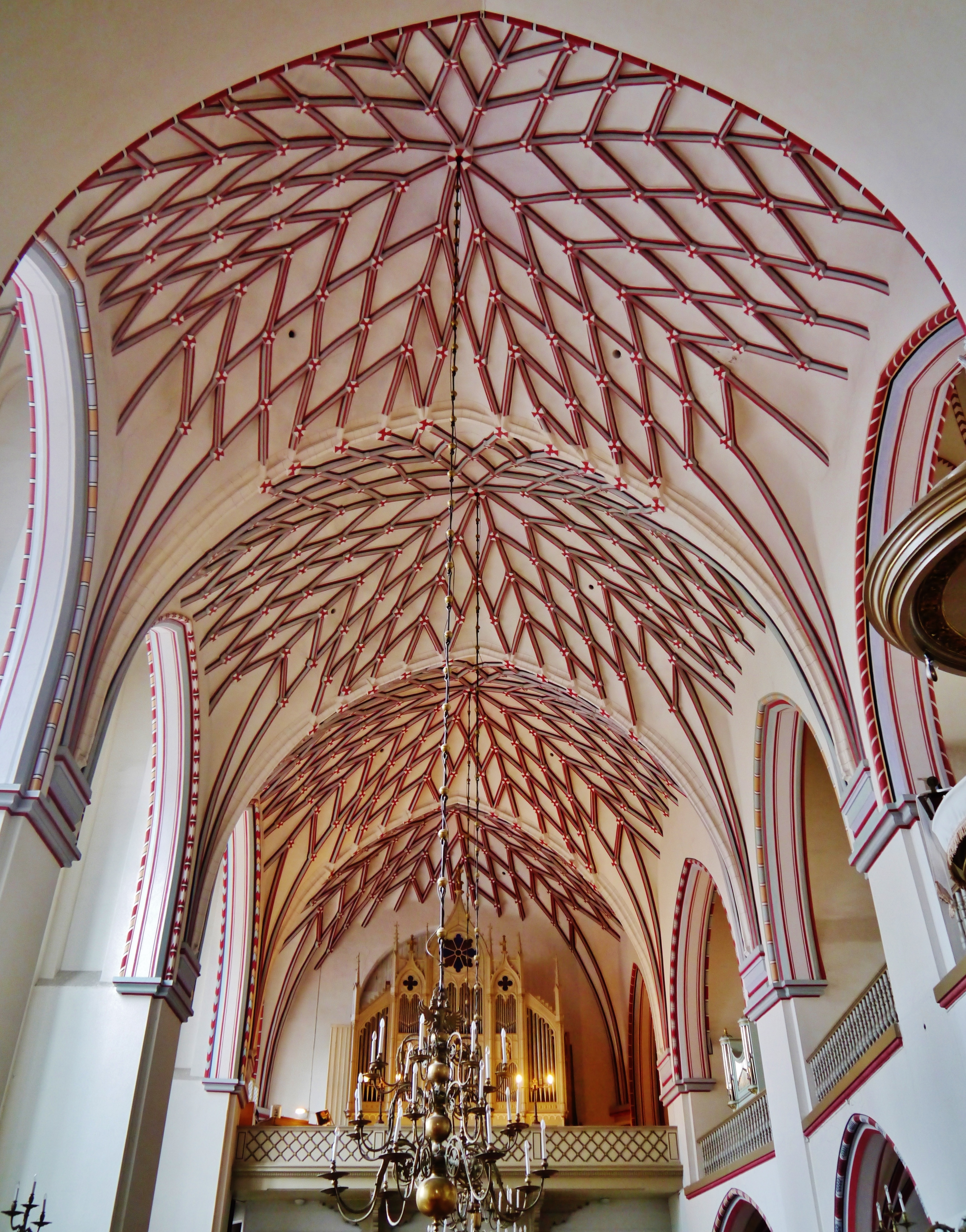
A díszes hálóboltozat

## Fordítás
- Ez a szócikk részben vagy egészben  a   St.-Johannis-Kirche (Riga) című német Wikipédia-szócikk ezen változatának fordításán alapul.  Az eredeti cikk szerkesztőit annak laptörténete sorolja fel. Ez a jelzés csupán a megfogalmazás eredetét és a szerzői jogokat jelzi, nem szolgál a cikkben szereplő információk forrásmegjelöléseként.
- Ez a szócikk részben vagy egészben  a   Rīgas Svētā Jāņa baznīca című lett Wikipédia-szócikk ezen változatának fordításán alapul.  Az eredeti cikk szerkesztőit annak laptörténete sorolja fel. Ez a jelzés csupán a megfogalmazás eredetét és a szerzői jogokat jelzi, nem szolgál a cikkben szereplő információk forrásmegjelöléseként.